# Fondation Onassis
La fondation Onassis, ou Fondation Alexander S. Onassis, a été créée en 1975, par exécution des volontés testamentaires d’Aristote Onassis, avec une double structure, une fondation d’entreprise gérant des activités commerciales dans les secteurs maritimes, immobiliers et dans quelques autres, et une fondation caritative, exerçant principalement dans les domaines culturels, d’éducation et de santé en lien avec la Grèce et la civilisation grecque. Disjointe de la fondation d’entreprise, la fondation caritative bénéficie des bénéfices de la première structure. Cette fondation caritative a également une filiale américaine.

## Histoire
Cette Fondation Alexander S. Onassis a été créée par Aristote Onassis en mémoire de son fils Alexandre, mort à l'âge de 24 ans dans un accident d'avion en 1973. Aristote Onassis décède à son tour en 1975. Ce dernier avait stipulé dans un testament rédigé en janvier 1974 que la moitié de sa succession devrait être transférée à sa propre mort à une fondation qui serait créée au nom d'Alexandre,,. En 1975, les exécuteurs testamentaires de la succession créent donc deux fondations, constituées à Vaduz, au Liechtenstein : la Fondation d'entreprise, qui agit comme une société de holding pour les intérêts commerciaux sous-jacents, et la Fondation d'utilité publique Alexandre Onassis, qui est l'unique bénéficiaire de la Fondation d'entreprise. Ces fondations sont l’ objet d'âpres batailles juridiques et de luttes pour le pouvoir, mais elles sont finalement dirigées par Stelios Papadimitriou,,, ancien avocat personnel et ancien directeur général de l'entreprise de transport maritime d'Aristote Onassis. Stelios Papadimitriou démissionne de la direction de la fondation en juillet 2005 en faveur de son fils   Antonis Papadimitriou, puis décède en novembre 2005. Antonis Papadimitriou dirige à la fois la fondation d’entreprise et la fondation caritative, à la tête de deux conseils d’administration distincts.
Cette fondation, bien que discrète sur ses moyens financiers, est considérée en 2000 comme l'une des plus importantes d'Europe, utilisant ses actifs pour créer des programmes de bourses et de prix, construire des équipements sanitaires, tel que les centres de chirurgie cardiaque et de transplantation cardiaque Onassis à Athènes, doter les universités de chaires d'études grecques et soutenir d'autres projets. Toutes les activités de la Fondation d'intérêt public Alexandre Onassis (fondation caritative) sont financées exclusivement par les bénéfices de la Fondation d'entreprise, qui s'engage principalement dans des investissements maritimes et immobiliers,. Les fonds de la fondation proviennent initialement des combustibles fossiles, Aristote Onassis ayant été un des pionniers dans le transport maritime de pétrole et de produits pétroliers au monde.

## Mission
La culture, l'éducation, l'environnement, la santé et les réalisations sociales sont les principales priorités affichées par la fondation d'intérêt public Onassis. Les activités de la Fondation restent pour autant liées à la Grèce et à la civilisation grecque. La fondation vise à promouvoir la culture et la civilisation grecques dans le monde entier. Dans ce cadre, en 1999, une filiale, la fondation Onassis à New York, a été créée pour diffuser des informations sur le continent américain. Dans le même contexte, la fondation a entrepris la création d'une bibliothèque Onassis pour l'art hellénique et romain au Metropolitan Museum of Art de New York, la rénovation et l'équipement de plusieurs bibliothèques, la préservation architecturale et la restauration de sites et de bâtiments dans le monde entier, ainsi que d'innombrables autres activités centrées sur les arts et la culture. En outre, la fondation soutient les études helléniques. Un nouvel espace multiculturel, le Centre culturel Onassis, a également été créé à Athènes, ouvrant ses portes en novembre 2010
Pour soutenir les domaines de la solidarité sociale et de la santé, la fondation a financé un Centre de chirurgie cardiaque Onassis (Onassis Cardiac Surgery Centre ou OCSC) en Grèce en 1992. D'autres projets ont suivi dans le domaine de la santé.
Depuis 1978, la fondation décerne aussi des prix internationaux Onassis, à des personnes ou à des organisations dans les domaines de la culture, des réalisations sociales et de l'environnement,,.

## Direction
Conformément au testament d'Aristote Onassis, les deux organismes de la fondation sont dirigées chacun par un conseil d'administration de 15 membres ayant à leur tête un président.

### Présidents de la fondation caritative Alexander S. Onassis
- 1975-1988 : Christina Onassis
- 1988-2005 : Stelios Papadimitriou[15]
- depuis 2005 : Antonis Papadimitriou[16],[17]

### Présidents de la fondation d'entreprise Alexander S. Onassis
- 1975-1988 : Christina Onassis
- 1992-2005 : Stelios Papadimitriou[15]
- depuis 2005 : Antonis Papadimitriou[17]